# Internazionali d’Italia
Internazionali d’Italia – kobiecy oraz męski turniej tenisowy wchodzący w skład rozgrywek WTA Tour oraz ATP Tour, rozgrywany we włoskim Rzymie.
Historia turnieju sięga roku 1930, kiedy to grano jeszcze w Mediolanie. W Rzymie zaczęto grać w 1935 roku. Turniej nie odbył się w latach trwania II wojny światowej (1936–1949). Od 1950 roku impreza odbywa się co roku. W 1986 brakowało sponsorów i odbył się tylko turniej gry pojedynczej mężczyzn.

## Mecze finałowe

### Gra pojedyncza mężczyzn
| Rok               | Zwycięzca             | Finalista              | Wynik                    |
| 2025              | Carlos Alcaraz        | Jannik Sinner          | 7:6(5), 6:1              |
| 2024              | Alexander Zverev      | Nicolás Jarry          | 6:4, 7:5                 |
| 2023              | Daniił Miedwiediew    | Holger Rune            | 7:5, 7:5                 |
| 2022              | Novak Đoković         | Stefanos Tsitsipas     | 6:0, 7:6(5)              |
| 2021              | Rafael Nadal          | Novak Đoković          | 7:5, 1:6, 6:3            |
| 2020              | Novak Đoković         | Diego Schwartzman      | 7:5, 6:3                 |
| 2019              | Rafael Nadal          | Novak Đoković          | 6:0, 4:6, 6:1            |
| 2018              | Rafael Nadal          | Alexander Zverev       | 6:1, 1:6, 6:3            |
| 2017              | Alexander Zverev      | Novak Đoković          | 6:4, 6:3                 |
| 2016              | Andy Murray           | Novak Đoković          | 6:3, 6:3                 |
| 2015              | Novak Đoković         | Roger Federer          | 6:4, 6:3                 |
| 2014              | Novak Đoković         | Rafael Nadal           | 4:6, 6:3, 6:3            |
| 2013              | Rafael Nadal          | Roger Federer          | 6:1, 6:3                 |
| 2012              | Rafael Nadal          | Novak Đoković          | 7:5, 6:3                 |
| 2011              | Novak Đoković         | Rafael Nadal           | 6:4, 6:4                 |
| 2010              | Rafael Nadal          | David Ferrer           | 7:5, 6:2                 |
| 2009              | Rafael Nadal          | Novak Đoković          | 7:6(2), 6:2              |
| 2008              | Novak Đoković         | Stanislas Wawrinka     | 4:6, 6:3, 6:3            |
| 2007              | Rafael Nadal          | Fernando González      | 6:2, 6:2                 |
| 2006              | Rafael Nadal          | Roger Federer          | 6:7, 7:6, 6:4, 2:6, 7:6  |
| 2005              | Rafael Nadal          | Guillermo Coria        | 6:4, 3:6, 6:3, 4:6, 7:6  |
| 2004              | Carlos Moyá           | David Nalbandian       | 6:3, 6:3, 6:1            |
| 2003              | Félix Mantilla        | Roger Federer          | 7:5, 6:2, 7:6            |
| 2002              | Andre Agassi          | Tommy Haas             | 6:3, 6:3, 6:0            |
| 2001              | Juan Carlos Ferrero   | Gustavo Kuerten        | 3:6, 6:1, 2:6, 6:4, 6:2  |
| 2000              | Magnus Norman         | Gustavo Kuerten        | 6:3, 4:6, 6:4, 6:4       |
| 1999              | Gustavo Kuerten       | Patrick Rafter         | 6:4, 7:5, 7:6            |
| 1998              | Marcelo Ríos          | Albert Costa           | walkower                 |
| 1997              | Àlex Corretja         | Marcelo Ríos           | 7:5, 7:5, 6:3            |
| 1996              | Thomas Muster         | Richard Krajicek       | 6:2, 6:4, 3:6, 6:3       |
| 1995              | Thomas Muster         | Sergi Bruguera         | 3:6, 7:6, 6:2, 6:3       |
| 1994              | Pete Sampras          | Boris Becker           | 6:1, 6:2, 6:2            |
| 1993              | Jim Courier           | Goran Ivanišević       | 6:1, 6:2, 6:2            |
| 1992              | Jim Courier           | Carlos Costa           | 7:6, 6:0, 6:4            |
| 1991              | Emilio Sánchez        | Alberto Mancini        | 6:3, 6:1, 3:0 krecz      |
| 1990              | Thomas Muster         | Andriej Czesnokow      | 6:1, 6:3, 6:1            |
| 1989              | Alberto Mancini       | Andre Agassi           | 6:3, 4:6, 2:6, 7:6, 6:1  |
| 1988              | Ivan Lendl            | Guillermo Pérez Roldán | 2:6, 6:4, 6:2, 4:6, 6:4  |
| 1987              | Mats Wilander         | Martín Jaite           | 6:3, 6:4, 6:4            |
| 1986              | Ivan Lendl            | Emilio Sánchez         | 7:5, 4:6, 6:1, 6:1       |
| 1985              | Yannick Noah          | Miloslav Mečíř         | 6:3, 3:6, 6:2, 7:6       |
| 1984              | Andrés Gómez          | Aaron Krickstein       | 2:6, 6:1, 6:2, 6:2       |
| 1983              | Jimmy Arias           | José Higueras          | 6:2, 6:7, 6:1, 6:4       |
| 1982              | Andrés Gómez          | Eliot Teltscher        | 6:4, 6:3, 6:2            |
| 1981              | José Luis Clerc       | Víctor Pecci           | 6:3, 6:4, 6:0            |
| 1980              | Guillermo Vilas       | Yannick Noah           | 6:0, 6:4, 6:4            |
| 1979              | Vitas Gerulaitis      | Guillermo Vilas        | 6:7, 7:6, 6:7, 6:4, 6:2  |
| 1978              | Björn Borg            | Adriano Panatta        | 1:6, 6:3, 6:1, 4:6, 6:3  |
| 1977              | Vitas Gerulaitis      | Antonio Zugarelli      | 6:2, 7:6, 3:6, 7:6       |
| 1976              | Adriano Panatta       | Guillermo Vilas        | 2:6, 7:6, 6:2, 7:6       |
| 1975              | Raúl Ramírez          | Manuel Orantes         | 7:6, 7:5, 7:5            |
| 1974              | Björn Borg            | Ilie Năstase           | 6:3, 6:4, 6:2            |
| 1973              | Ilie Năstase          | Manuel Orantes         | 6:1, 6:1, 6:1            |
| 1972              | Manuel Orantes        | Jan Kodeš              | 4:6, 6:1, 7:5, 6:2       |
| 1971              | Rod Laver             | Jan Kodeš              | 7:5, 6:3, 6:3            |
| 1970              | Ilie Năstase          | Jan Kodeš              | 6:3, 1:6, 6:3, 8:6       |
| 1969              | John Newcombe         | Tony Roche             | 6:3, 4:6, 6:2, 5:7, 6:3  |
| 1968              | Tom Okker             | Bob Hewitt             | 10:8, 6:8, 6:1, 1:6, 6:0 |
| Początek Ery Open |                       |                        |                          |
| 1967              | Marty Mulligan        | Tony Roche             | 6:3, 0:6, 6:0, 6:1       |
| 1966              | Tony Roche            | Nicola Pietrangeli     | 11:9, 6:1, 6:3           |
| 1965              | Marty Mulligan        | Manuel Santana         | 1:6, 6:4, 6:3, 6:1       |
| 1964              | Jan-Erik Lundqvist    | Fred Stolle            | 1:6, 7:5, 6:3, 6:1       |
| 1963              | Marty Mulligan        | Boro Jovanović         | 6:2, 4:6, 6:3, 8:6       |
| 1962              | Rod Laver             | Roy Emerson            | 6:2, 1:6, 3:6, 6:3, 6:1  |
| 1961              | Nicola Pietrangeli    | Rod Laver              | 6:8, 6:1, 6:1, 6:2       |
| 1960              | Barry MacKay          | Luis Ayala             | 7:5, 7:5, 0:6, 0:6, 6:1  |
| 1959              | Luis Ayala            | Neale Fraser           | 6;3, 3:6, 6:3, 6:3       |
| 1958              | Mervyn Rose           | Nicola Pietrangeli     | 5:7, 8:6, 6:4, 1:6, 6:2  |
| 1957              | Nicola Pietrangeli    | Giuseppe Merlo         | 8:6, 6:2, 6:4            |
| 1956              | Lew Hoad              | Sven Davidson          | 7:5, 6:2, 6:0            |
| 1955              | Fausto Gardini        | Giuseppe Merlo         | 1:6, 6:1, 3:6, 6:6 krecz |
| 1954              | Budge Patty           | Enrique Morea          | 11:9, 6:4, 6:4           |
| 1953              | Jaroslav Drobný       | Lew Hoad               | 6:2, 6:1, 6:2            |
| 1952              | Frank Sedgman         | Jaroslav Drobný        | 7:5, 6:3, 1:6, 6:4       |
| 1951              | Jaroslav Drobný       | Gianni Cucelli         | 6:1, 10:8, 6:0           |
| 1950              | Jaroslav Drobný       | Bill Talbert           | 6:4, 6:3, 7:9, 6:2       |
| 1936- 1949        | Turniej nie odbył się | Turniej nie odbył się  | Turniej nie odbył się    |
| 1935              | Wilmer Hines          | Giovanni Palmieri      | 6:3, 10:8, 9:7           |
| 1934              | Giovanni Palmieri     | Giorgio de' Stefani    | 6:3, 6:0, 7:5            |
| 1933              | Emanuele Sartorio     | Martin Legeay          | 6:3, 6:1, 6:3            |
| 1932              | André Merlin          | George Hughes          | 6:1, 5:7, 6:0, 8:6       |
| 1931              | George Hughes         | Henri Cochet           | 6:4, 6:3, 6:2            |
| 1930              | Bill Tilden           | Uberto de Morpurgo     | 6:1, 6:1, 6:2            |

### Gra podwójna mężczyzn
| Rok  | Zwycięzcy                            | Finaliści                            | Wynik              |
| 2025 | Marcelo Arévalo Mate Pavić           | Sadio Doumbia Fabien Reboul          | 6:4, 7:6(6), 13–11 |
| 2024 | Marcel Granollers Horacio Zeballos   | Marcelo Arévalo Mate Pavić           | 6:2, 6:2           |
| 2023 | Hugo Nys Jan Zieliński               | Robin Haase Botic van de Zandschulp  | 7:5, 6:1           |
| 2022 | Nikola Mektić Mate Pavić             | John Isner Diego Schwartzman         | 6:2, 6:7(6), 12–10 |
| 2021 | Nikola Mektić Mate Pavić             | Rajeev Ram Joe Salisbury             | 6:4, 7:6(4)        |
| 2020 | Marcel Granollers Horacio Zeballos   | Jérémy Chardy Fabrice Martin         | 6:4, 5:7, 10–8     |
| 2019 | Juan Sebastián Cabal Robert Farah    | Raven Klaasen Michael Venus          | 6:1, 6:3           |
| 2018 | Juan Sebastián Cabal Robert Farah    | Pablo Carreño-Busta João Sousa       | 3:6, 6:4, 10–4     |
| 2017 | Pierre-Hugues Herbert Nicolas Mahut  | Ivan Dodig Marcel Granollers         | 4:6, 6:4, 10–3     |
| 2016 | Bob Bryan Mike Bryan                 | Vasek Pospisil Jack Sock             | 2:6, 6:3, 10–7     |
| 2015 | Pablo Cuevas David Marrero           | Marcel Granollers Marc López         | 6:4, 7:5           |
| 2014 | Daniel Nestor Nenad Zimonjić         | Robin Haase Feliciano López          | 6:4, 7:6(2)        |
| 2013 | Bob Bryan Mike Bryan                 | Mahesh Bhupathi Rohan Bopanna        | 6:2, 6:3           |
| 2012 | Marcel Granollers Marc López         | Łukasz Kubot Janko Tipsarević        | 6:3, 6:2           |
| 2011 | John Isner Sam Querrey               | Mardy Fish Andy Roddick              | walkower           |
| 2010 | Bob Bryan Mike Bryan                 | John Isner Sam Querrey               | 6:2, 6:3           |
| 2009 | Daniel Nestor Nenad Zimonjić         | Bob Bryan Mike Bryan                 | 7:6(5), 6:3        |
| 2008 | Bob Bryan Mike Bryan                 | Daniel Nestor Nenad Zimonjić         | 3:6, 6:4, 10–8     |
| 2007 | Fabrice Santoro Nenad Zimonjić       | Mike Bryan Bob Bryan                 | 6:4, 6:7(4), 10–7  |
| 2006 | Mark Knowles Daniel Nestor           | Jonatan Erlich Andy Ram              | 6:4, 5:7, 13–11    |
| 2005 | Michaël Llodra Fabrice Santoro       | Mike Bryan Bob Bryan                 | 6:4, 6:2           |
| 2004 | Mahesh Bhupathi Maks Mirny           | Wayne Arthurs Paul Hanley            | 2:6, 6:3, 6:4      |
| 2003 | Wayne Arthurs Paul Hanley            | Michaël Llodra Fabrice Santoro       | 6:1, 6:3           |
| 2002 | Martin Damm Cyril Suk                | Wayne Black Kevin Ullyett            | 7:5, 7:5           |
| 2001 | Wayne Ferreira Jewgienij Kafielnikow | Daniel Nestor Sandon Stolle          | 6:4, 7:6(6)        |
| 2000 | Martin Damm Dominik Hrbatý           | Wayne Ferreira Jewgienij Kafielnikow | 6:4, 4:6, 6:3      |
| 1999 | Ellis Ferreira Rick Leach            | David Adams John-Laffnie de Jager    | 6:7, 6:1, 6:2      |
| 1998 | Mahesh Bhupathi Leander Paes         | Ellis Ferreira Rick Leach            | 6:4, 4:6, 7:6      |
| 1997 | Mark Knowles Daniel Nestor           | Byron Black Alex O’Brien             | 6:3, 4:6, 7:5      |
| 1996 | Byron Black Grant Connell            | Libor Pimek Byron Talbot             | 6:2, 6:3           |
| 1995 | Cyril Suk Daniel Vacek               | Jan Apell Jonas Björkman             | 6:3, 6:3           |
| 1994 | Jewgienij Kafielnikow David Rikl     | Wayne Ferreira Javier Sánchez        | 6:1, 7:5           |
| 1993 | Jacco Eltingh Paul Haarhuis          | Wayne Ferreira Mark Kratzmann        | 6:4, 7:6           |
| 1992 | Jakob Hlasek Marc Rosset             | Wayne Ferreira Mark Kratzmann        | 6:4, 3:6, 6:1      |
| 1991 | Omar Camporese Goran Ivanišević      | Laurie Warder Luke Jensen            | 6:2, 6:3           |
| 1990 | Sergio Casal Emilio Sánchez          | Jim Courier Martin Davis             | 7:6, 7:5           |

### Gra pojedyncza kobiet
| Rok               | Zwyciężczyni                  | Finalistka                    | Wynik                         |
| 2025              | Jasmine Paolini               | Coco Gauff                    | 6:4, 6:2                      |
| 2024              | Iga Świątek                   | Aryna Sabalenka               | 6:2, 6:3                      |
| 2023              | Jelena Rybakina               | Anhelina Kalinina             | 6:4, 1:0 krecz                |
| 2022              | Iga Świątek                   | Ons Jabeur                    | 6:2, 6:2                      |
| 2021              | Iga Świątek                   | Karolína Plíšková             | 6:0, 6:0                      |
| 2020              | Simona Halep                  | Karolína Plíšková             | 6:0, 2:1 krecz                |
| 2019              | Karolína Plíšková             | Johanna Konta                 | 6:3, 6:4                      |
| 2018              | Elina Switolina               | Simona Halep                  | 6:0, 6:4                      |
| 2017              | Elina Switolina               | Simona Halep                  | 4:6, 7:5, 6:1                 |
| 2016              | Serena Williams               | Madison Keys                  | 7:6(5), 6:3                   |
| 2015              | Marija Szarapowa              | Carla Suárez Navarro          | 4:6, 7:5, 6:1                 |
| 2014              | Serena Williams               | Sara Errani                   | 6:3, 6:0                      |
| 2013              | Serena Williams               | Wiktoryja Azaranka            | 6:1, 6:3                      |
| 2012              | Marija Szarapowa              | Li Na                         | 4:6, 6:4, 7:6(5)              |
| 2011              | Marija Szarapowa              | Samantha Stosur               | 6:2, 6:4                      |
| 2010              | María José Martínez Sánchez   | Jelena Janković               | 7:6(4), 7:5                   |
| 2009              | Dinara Safina                 | Swietłana Kuzniecowa          | 6:3, 6:2                      |
| 2008              | Jelena Janković               | Alizé Cornet                  | 6:2, 6:2                      |
| 2007              | Jelena Janković               | Swietłana Kuzniecowa          | 7:5, 6:1                      |
| 2006              | Martina Hingis                | Dinara Safina                 | 6:2, 7:5                      |
| 2005              | Amélie Mauresmo               | Patty Schnyder                | 2:6, 6:3, 6:4                 |
| 2004              | Amélie Mauresmo               | Jennifer Capriati             | 3:6, 6:3, 7:6(6)              |
| 2003              | Kim Clijsters                 | Amélie Mauresmo               | 3:6, 7:6(3), 6:0              |
| 2002              | Serena Williams               | Justine Henin-Hardenne        | 7:6(6), 6:4                   |
| 2001              | Jelena Dokić                  | Amélie Mauresmo               | 7:6(3), 6:1                   |
| 2000              | Monica Seles                  | Amélie Mauresmo               | 6:2, 7:6(4)                   |
| 1999              | Venus Williams                | Mary Pierce                   | 6:4, 6:2                      |
| 1998              | Martina Hingis                | Venus Williams                | 6:3, 2:6, 6:3                 |
| 1997              | Mary Pierce                   | Conchita Martínez             | 6:4, 6:0                      |
| 1996              | Conchita Martínez             | Martina Hingis                | 6:2, 6:3                      |
| 1995              | Conchita Martínez             | Arantxa Sánchez Vicario       | 6:3, 6:1                      |
| 1994              | Conchita Martínez             | Martina Navrátilová           | 7:6(5), 6:4                   |
| 1993              | Conchita Martínez             | Gabriela Sabatini             | 7:5, 6:1                      |
| 1992              | Gabriela Sabatini             | Monica Seles                  | 7:5, 6:4                      |
| 1991              | Gabriela Sabatini             | Monica Seles                  | 6:3, 6:2                      |
| 1990              | Monica Seles                  | Martina Navrátilová           | 6:1, 6:1                      |
| 1989              | Gabriela Sabatini             | Arantxa Sánchez Vicario       | 6:2, 5:7, 6:4                 |
| 1988              | Gabriela Sabatini             | Helen Kelesi                  | 6:1, 6:7(4), 6:1              |
| 1987              | Steffi Graf                   | Gabriela Sabatini             | 7:5, 4:6, 6:0                 |
| 1986              | Turniej kobiecy nie odbył się | Turniej kobiecy nie odbył się | Turniej kobiecy nie odbył się |
| 1985              | Raffaella Reggi               | Vicki Nelson-Dunbar           | 6:4, 6:4                      |
| 1984              | Manuela Maleewa               | Chris Evert                   | 6:3, 6:3                      |
| 1983              | Andrea Temesvári              | Bonnie Gadusek                | 6:1, 6:0                      |
| 1982              | Chris Evert                   | Hana Mandlíková               | 6:0, 6:2                      |
| 1981              | Chris Evert                   | Virginia Ruzici               | 6:1, 6:2                      |
| 1980              | Chris Evert                   | Virginia Ruzici               | 5:7, 6:2, 6:2                 |
| 1979              | Tracy Austin                  | Sylvia Hanika                 | 6:4, 1:6, 6:3                 |
| 1978              | Regina Maršíková              | Virginia Ruzici               | 7:5, 7:5                      |
| 1977              | Janet Newberry                | Renáta Tomanová               | 6:3, 7:6                      |
| 1976              | Mima Jaušovec                 | Lesley Hunt                   | 6:1, 6:3                      |
| 1975              | Chris Evert                   | Martina Navrátilová           | 6:1, 6:0                      |
| 1974              | Chris Evert                   | Martina Navrátilová           | 6:3, 6:3                      |
| 1973              | Evonne Goolagong              | Chris Evert                   | 7:6, 6:0                      |
| 1972              | Linda Tuero                   | Olga Morozowa                 | 6:4, 6:3                      |
| 1971              | Virginia Wade                 | Helga Masthoff                | 6:4, 6:4                      |
| 1970              | Billie Jean King              | Julie Heldman                 | 6:1, 6:3                      |
| 1969              | Julie Heldman                 | Kerry Melville-Reid           | 7:5, 6:3                      |
| 1968              | Lesley Turner Bowrey          | Margaret Smith Court          | 2:6, 6:2, 6:3                 |
| Początek Ery Open |                               |                               |                               |
| 1967              | Lesley Turner                 | Maria Bueno                   | 6:3, 6:3                      |
| 1966              | Ann Haydon-Jones              | Annette Van Zyl               | 8:6, 6:1                      |
| 1965              | Maria Bueno                   | Nancy Richey                  | 6:1, 1:6, 6:3                 |
| 1964              | Margaret Smith Court          | Lesley Turner                 | 6:1, 6:1                      |
| 1963              | Margaret Smith Court          | Lesley Turner                 | 6:3, 6:4                      |
| 1962              | Margaret Smith Court          | Maria Bueno                   | 8:6, 5:7, 6:4                 |
| 1961              | Maria Bueno                   | Lesley Turner                 | 6:4, 6:4                      |
| 1960              | Zsuzsa Körmöczy               | Ann Haydon-Jones              | 6:4, 4:6, 6:1                 |
| 1959              | Christine Truman              | Sandra Reynolds               | 6:0, 6:1                      |
| 1958              | Maria Bueno                   | Lorraine Coghlan              | 3:6, 6:3, 6:3                 |
| 1957              | Shirley Bloomer               | Dorothy Knode                 | 1:6, 9:7, 6:2                 |
| 1956              | Althea Gibson                 | Zsuzsa Körmöczy               | 6:3, 7:5                      |
| 1955              | Patricia Ward                 | Erika Vollmer                 | 6:4, 6:3                      |
| 1954              | Maureen Connolly              | Patricia Ward                 | 6:3, 6:0                      |
| 1953              | Doris Hart                    | Maureen Connolly              | 4:6, 9:7, 6:3                 |
| 1952              | Susan Partridge               | M.P. Harrison                 | 6:3, 7:5                      |
| 1951              | Doris Hart                    | Shirley Fry                   | 6:3, 8:6                      |
| 1950              | Annelies Bossi                | Joan Curry                    | 6:4, 6:4                      |
| 1936- 1949        | Turniej nie odbył się         | Turniej nie odbył się         | Turniej nie odbył się         |
| 1935              | Hilde Sperling                | Lucia Valerio                 | 6:4, 6:1                      |
| 1934              | Helen Jacobs                  | Lucia Valerio                 | 6:3, 6:0                      |
| 1933              | Elizabeth Ryan                | Ida Adamoff                   | 6:1, 6:1                      |
| 1932              | Ida Adamoff                   | Lucia Valerio                 | 6:4, 7:5                      |
| 1931              | Lucia Valerio                 | Dorothy Andrus                | 2:6, 6:2, 6:2                 |
| 1930              | Lilí Álvarez                  | Lucia Valerio                 | 3:6, 8:6, 6:0                 |

### Gra podwójna kobiet
| Rok               | Zwyciężczynie                                    | Finalistka                                         | Wynik                      |
| 2025              | Sara Errani Jasmine Paolini                      | Wieronika Kudiermietowa Elise Mertens              | 6:4, 7:5                   |
| 2024              | Sara Errani Jasmine Paolini                      | Coco Gauff Erin Routliffe                          | 6:3, 4:6, 10–8             |
| 2023              | Storm Hunter Elise Mertens                       | Coco Gauff Jessica Pegula                          | 6:4, 6:4                   |
| 2022              | Wieronika Kudiermietowa Anastasija Pawluczenkowa | Gabriela Dabrowski Giuliana Olmos                  | 1:6, 6:4, 10–7             |
| 2021              | Sharon Fichman Giuliana Olmos                    | Kristina Mladenovic Markéta Vondroušová            | 4:6, 7:5, 10–5             |
| 2020              | Hsieh Su-wei Barbora Strýcová                    | Anna-Lena Friedsam Raluca Olaru                    | 6:2, 6:2                   |
| 2019              | Wiktoryja Azaranka Ashleigh Barty                | Anna-Lena Grönefeld Demi Schuurs                   | 4:6, 6:0, 10–3             |
| 2018              | Ashleigh Barty Demi Schuurs                      | Andrea Sestini Hlaváčková Barbora Strýcová         | 6:3, 6:4                   |
| 2017              | Chan Yung-jan Martina Hingis                     | Jekatierina Makarowa Jelena Wiesnina               | 7:5, 7:6(4)                |
| 2016              | Martina Hingis Sania Mirza                       | Jekatierina Makarowa Jelena Wiesnina               | 6:1, 6:7(5), 10–3          |
| 2015              | Tímea Babos Kristina Mladenovic                  | Martina Hingis Sania Mirza                         | 6:4, 6:3                   |
| 2014              | Květa Peschke Katarina Srebotnik                 | Sara Errani Roberta Vinci                          | 4:0 krecz                  |
| 2013              | Hsieh Su-wei Peng Shuai                          | Sara Errani Roberta Vinci                          | 4:6, 6:3, 10–8             |
| 2012              | Sara Errani Roberta Vinci                        | Jekatierina Makarowa Jelena Wiesnina               | 6:2, 7:5                   |
| 2011              | Peng Shuai Zheng Jie                             | Vania King Jarosława Szwiedowa                     | 6:2, 6:3                   |
| 2010              | Gisela Dulko Flavia Pennetta                     | María José Martínez Sánchez Nuria Llagostera Vives | 6:2, 6:4                   |
| 2009              | Hsieh Su-wei Peng Shuai                          | Daniela Hantuchová Ai Sugiyama                     | 7:5, 7:6(5)                |
| 2008              | Chan Yung-jan Chuang Chia-jung                   | Iveta Benešová Janette Husárová                    | 7:6(5), 6:3                |
| 2007              | Nathalie Dechy Mara Santangelo                   | Tathiana Garbin Roberta Vinci                      | 6:4, 6:1                   |
| 2006              | Daniela Hantuchová Ai Sugiyama                   | Květa Peschke Francesca Schiavone                  | 3:6, 6:3, 6:1              |
| 2005              | Cara Black Liezel Huber                          | Marija Kirilenko Anabel Medina Garrigues           | 6:0, 4:6, 6:1              |
| 2004              | Nadieżda Pietrowa Meghann Shaughnessy            | Virginia Ruano Pascual Paola Suárez                | 2:6, 6:3, 6:3              |
| 2003              | Swietłana Kuzniecowa Martina Navrátilová         | Nadieżda Pietrowa Jelena Dokić                     | 6:4, 5:7, 6:2              |
| 2002              | Virginia Ruano Pascual Paola Suárez              | Conchita Martínez Patricia Tarabini                | 6:3, 6:4                   |
| 2001              | Cara Black Jelena Lichowcewa                     | Patricia Tarabini Paola Suárez                     | 6:1, 6:1                   |
| 2000              | Lisa Raymond Rennae Stubbs                       | Iroda Tulyaganova Anna Zaporożanowa                | 6:3, 6:1                   |
| 1999              | Martina Hingis Anna Kurnikowa                    | Alexandra Fusai Nathalie Tauziat                   | 6:2, 6:2                   |
| 1998              | Virginia Ruano Pascual Paola Suárez              | Amanda Coetzer Arantxa Sánchez Vicario             | 7:6(1), 6:4                |
| 1997              | Nicole Arendt Manon Bollegraf                    | Conchita Martínez Patricia Tarabini                | 6:2, 6:4                   |
| 1996              | Arantxa Sánchez Vicario Irina Spîrlea            | Gigi Fernández Martina Hingis                      | 6:4, 3:6, 6:3              |
| 1995              | Gigi Fernández Natalla Zwierawa                  | Conchita Martínez Patricia Tarabini                | 4:6, 7:6(3), 6:4           |
| 1994              | Gigi Fernández Natalla Zwierawa                  | Gabriela Sabatini Brenda Schultz-McCarthy          | 6:1, 6:3                   |
| 1993              | Jana Novotná Arantxa Sánchez Vicario             | Mary Joe Fernández Zina Garrison-Jackson           | 6:4, 6:2                   |
| 1992              | Monica Seles Helena Suková                       | Katerina Maleewa Barbara Rittner                   | 6:1, 6:2                   |
| 1991              | Jennifer Capriati Monica Seles                   | Nicole Bradtke Elna Reinach                        | 7:5, 6:2                   |
| 1990              | Helen Kelesi Monica Seles                        | Laura Garrone Laura Golarsa                        | 6:3, 6:4                   |
| 1989              | Elizabeth Smylie Janine Thompson                 | Manon Bollegraf Mercedes Paz                       | 6:4, 6:3                   |
| 1988              | Jana Novotná Catherine Suire                     | Jenny Byrne Janine Thompson                        | 6:3, 4:6, 7:5              |
| 1987              | Martina Navrátilová Gabriela Sabatini            | Claudia Kohde-Kilsch Helena Suková                 | 6:4, 6:1                   |
| 1986              | Turniej nie był rozgrywany                       | Turniej nie był rozgrywany                         | Turniej nie był rozgrywany |
| 1985              | Sandra Cecchini Raffaella Reggi                  | Patrizia Murgo Barbara Romano                      | 1:6, 6:4, 6:3              |
| 1984              | Iva Budařová Helena Suková                       | Kathleen Horvath Virginia Ruzici                   | 7:6(5), 1:6, 6:4           |
| 1983              | Virginia Ruzici Virginia Wade                    | Ivanna Madruga Catherine Tanvier                   | 6:3, 2:6, 6:1              |
| 1982              | Kathleen Horvath Yvonne Vermaak                  | Billie Jean King Ilana Kloss                       | 2:6, 6:4, 7:6              |
| 1981              | Candy Reynolds Paula Smith                       | Chris Evert-Lloyd Virginia Ruzici                  | 7:5, 6:1                   |
| 1980              | Hana Mandlíková Renáta Tomanová                  | Ivanna Madruga Adriana Villagrán                   | 6:4, 6:4                   |
| 1979              | Betty Stöve Wendy Turnbull                       | Evonne Goolagong Cawley Kerry Reid                 | 6:3, 6:4                   |
| 1978              | Mima Jaušovec Virginia Ruzici                    | Florența Mihai Betsy Nagelsen                      | 6:2, 2:6, 7:6              |
| 1977              | Brigitte Cuypers Marise Kruger                   | Bunny Bruning Sharon Walsh                         | 3:6, 7:5, 6:2              |
| 1976              | Linky Boshoff Ilana Kloss                        | Virginia Ruzici Mariana Simionescu                 | 6:1, 6:2                   |
| 1975              | Chris Evert Martina Navrátilová                  | Sue Barker Glynis Coles                            | 6:1, 6:2                   |
| 1974              | Chris Evert Olga Morozowa                        | Helga Masthoff Heide Orth                          | walkower                   |
| 1973              | Olga Morozowa Virginia Wade                      | Martina Navrátilová Renáta Tomanová                | 3:6, 6:2, 7:5              |
| 1972              | Lesley Hunt Olga Morozowa                        | Gail Sherriff Chanfreau Rosalba Vido               | 6:3, 6:4                   |
| 1971              | Helga Masthoff Virginia Wade                     | Lesley Turner Bowrey Helen Gourlay                 | 5:7, 6:2, 6:2              |
| 1970              | Rosie Casals Billie Jean King                    | Françoise Durr Virginia Wade                       | 6:2, 3:6, 9:7              |
| 1969              | Françoise Durr Ann Haydon-Jones                  | Rosie Casals Billie Jean King                      | 6:3, 3:6, 6:2              |
| 1968              | Margaret Smith Court Virginia Wade               | Annette Van Zyl Patricia Walkden                   | 6:2, 7:5                   |
| Początek Ery Open |                                                  |                                                    |                            |
| 1967              | Rosie Casals Lesley Turner                       | Sylvana Lazzarino Lea Pericoli                     | 7:5, 7:5                   |

### Gra mieszana
| Rok               | Mistrzowie                            | Finaliści                      | Wynik       |
| 1968              | Margaret Court Marty Riessen          | Virginia Wade Tom Okker        | 8:6, 6:3    |
| Początek Ery Open |                                       |                                |             |
| 1967              | Lesley Turner Bill Bowrey             | Françoise Durr Frew McMillan   | 6:2, 7:5    |
| 1966              | Brak danych                           | Brak danych                    | Brak danych |
| 1965              | Carmen Coronado José Edison Mandarino | Elena Subirats Vicente Zarazua | 6:1, 6:1    |